# Toon Oprinsen
Antonius Adrianus Henricus „Toon“ Oprinsen (25. listopadu 1910 Tilburg –  14. ledna 1945 Vught) byl nizozemský fotbalista, který hrál jako záložník. Byl součástí týmu, který hrál na Mistrovství světa ve fotbale 1934. 
Hrál za NOAD Tilburg, s klubem hrál mistrovství Nizozemska. Byl povolán do reprezentace. Během zápasů na jaře 1934 byl třikrát nevyužitým náhradníkem, za reprezentaci debutoval 10. května 1934 proti Francii, střídal Wima Anderiesena (prohra 4:5). Byl povolán na Mistrovství světa ve fotbale 1934, kde Nizozemsko vypadlo v prvním kole se Švýcarskem, do zápasu ale nenastoupil.